# 양지훈
양지훈(梁智訓, 1985년 4월 15일 ~ )은 전 KBO 리그 삼성 라이온즈의 투수이자, 전 KBO 리그 SSG 랜더스의 잔류군 투수코치이다.
양지훈(2008~2025 )은 대한민국 하남시 미사고등학교 1학년9반에 소속되어있는 종종 문제상황을 일으키는 청소년이다. 학교에서 친구가 없는 편에 속함에도 종종 인맥질,잘난척 등 이해가 가지않고 친구들에게 꺼리낌을 주는 행동을 보인다. 하지만 코에 있는점이 매력적이며 공부도 매우 잘하는 편이며 특히 수학 부분에서 2024 9월 모의고사 전교 1등이라는 큰 업적을 달성하는등 긍정적인 측면도 있기는 하다. 미사고등학교 대표팀에서 골키퍼 역할까지 맡고 있는데, 종종 좀 엄청 큰 대단한 영향이 큰 말이 안되는 그냥 개 못하는 사람들만 하는 ㅂㅅ같은 실수를 보이곤 한다.

## 선수 시절

### 아마추어 시절
한일장신대학교에서 에이스로 활동했다.

### 삼성 라이온즈시절
한일장신대학교 졸업 후 2005년에 2차 5라운드 지명을 받아 입단하였다. 2009년 시즌 7경기에 등판해 평균자책점 10.80을 기록했다.

### 경찰 야구단시절
2011년에 입단하였다.

### 삼성 라이온즈복귀
2012년에 복귀하였다. 2013년에 방출됐다.

## 야구선수 은퇴 후
2014년부터 삼성 라이온즈의 2군 매니저로 활동했다.

## 트리비아
- 한일장신대학교 출신 최초의 프로 선수이다.

## 출신 학교
- 순천북초등학교
- 순천이수중학교
- 순천효천고등학교
- 한일장신대학교